# Тринидад и Тобаго на Светском првенству у атлетици на отвореном 2013.
Тринидад и Тобаго је на Светском првенству у атлетици на отвореном 2013. одржаном у Москви од 10. до 18. августа, учествовао четрнаести пут, односно учествовао је на свим првенствима до данас. Репрезентацију Тринидада и Тобага представљало је 29 такмичара (16 мушкараца и 13 жена) у 15 (8 мушких и 7 женских) дисциплина.,
На овом првенству Тринидад и Тобаго је по броју освојених медаља заузео 12. место са једном освојеном медаљом (злато).
Оборен је један светски рекорд сезоне, један национални рекорд, три национална рекорда сезоне и пет најбољих личних резултата у сезони. 
У табели успешности према броју и пласману такмичара који су учествовали у финалним такмичењима (првих 8 такмичара) Тринидад и Тобаго је са 3 учесника у финалу делио 23. место са 14 бодова.
| Плас. | Земља             | 1. место | 2. место | 3. место | 4. место | 5. место | 6. место | 7. место | 8. место | Бр. финал. | Бод. |
| ----- | ----------------- | -------- | -------- | -------- | -------- | -------- | -------- | -------- | -------- | ---------- | ---- |
| 24.   | Тринидад и Тобаго | 1        | 0        | 0        | 0        | 1        | 0        | 1        | 0        | 3          | 14   |

## Учесници
Учествовало је 29 такмичара (16 мушкараца и 13 жена).
| Мушкарци: - Кестон Бледман — 100 м, 4 × 100 м - Ричард Томпсон — 100 м, 4 × 100 м - Рондел Сориљо — 100 м, 4 × 100 м - Лалонд Гордон — 200 м, 4 × 400 м - Kyle Greaux — 200 м - Дион Лендор — 400 м, 4 × 400 м - Џарин Соломон — 400 м, 4 × 400 м - Wayne Davis II — 110 м препоне - Микел Томас — 110 м препоне - Џехју Гордон — 400 м препоне - Jamol James — 4 × 100 м - Ayodele Taffe — 4 × 100 м - Емануел Календер — 4 × 100 м - Renny Quow — 4 × 400 м - Machel Cedenio — 4 × 400 м - Кишорн Волко — Бацање копља | Жене: - Мишел-Ли Ахје — 100 м, 4 × 100 м - Кеј Селвон — 200 м, 4 × 100 м - Aleesha Barber — 100 м препоне - Sparkle McKnight — 400 м препоне, 4 × 400 м - Kamaria Durant — 4 × 100 м - Reyare Thomas — 4 × 100 м - Семој Хакет — 4 × 100 м - Kelly-Ann Baptiste — 4 × 100 м - Shawna Ferminn — 4 × 400 м - Доминик Вилијам — 4 × 400 м - Romona Modeste — 4 × 400 м - Alena Brooks — 4 × 400 м - Клиопатра Борел-Браун — Бацање кугле |  |

## Освајачи медаља

### Злато (1)
- Џехју Гордон — 400 м препоне

## Резултати

### Мушкарци
| Атлетичар                                                                                            | Дисциплина    | Лични рекорд       | Предтакмичење  | Предтакмичење | Квалификације        | Квалификације        | Полуфинале            | Полуфинале           | Финале                | Финале       | Детаљи |
| Атлетичар                                                                                            | Дисциплина    | Лични рекорд       | Резултат       | Место         | Резултат             | Место                | Резултат              | Место                | Резултат              | Место        | Детаљи |
| --- | ------------- | ------------------ | -------------- | ------------- | -------------------- | -------------------- | --------------------- | -------------------- | --------------------- | ------------ | ------ |
| Кестон Бледман                                                                                       | 100 м         | 9,86               | слободни       | слободни      | 10,02 КВ, ЛРС        | 2. у гр. 3           | 10,08                 | 3. у гр. 3           | Нису се квалификовали | 11 / 54 (56) |        |
| Ричард Томпсон                                                                                       | 100 м         | 9,85 (+1,0 м/с) НР | слободни       | слободни      | 10,14 КВ, ЛРС        | 2. у гр. 4           | 10,19                 | 5. у гр. 1           | Нису се квалификовали | 18 / 54 (56) |        |
| Rondell Sorrillo                                                                                     | 100 м         | 10,03              | слободни       | слободни      | 10,25                | 5. у гр. 7           | Није се квалификовао  | Није се квалификовао | Није се квалификовао  | 26 / 54 (56) |        |
| Лалонд Гордон                                                                                        | 200 м         | 20,26              |                |               | 20,85 КВ             | 3. у гр. 7           | 21,14                 | 8. у гр. 1           | Није се квалификовао  | 24 / 55 (56) |        |
| Kyle Greaux                                                                                          | 200 м         | 20,57              | 20,89          | 6. у гр. 1    | Није се квалификовао | Није се квалификовао | Није се квалификовао  | 33 / 55 (56)         |                       |              |        |
| Дион Лендор                                                                                          | 400 м         | 44,94              | 45,17 КВ       | 2. у гр. 3    | 45,47                | 4. у гр. 2           | Нису се квалификовали | 12 / 32 (35)         |                       |              |        |
| Џарин Соломон                                                                                        | 400 м         | 45,31              | 45,19 КВ, ЛРС  | 2. у гр. 5    | 45,43                | 4. у гр. 3           | Нису се квалификовали | 11 / 32 (35)         |                       |              |        |
| Wayne Davis II                                                                                       | 110 м препоне | 13,37              | 13,38 КВ, ЛРС  | 2. у гр. 2    | 13,47                | 8. у гр. 2           | Нису се квалификовали | 11 / 33 (34)         |                       |              |        |
| Микел Томас                                                                                          | 110 м препоне | 13,19              | 13,41 кв       | 4. у гр. 1    | 13,46                | 4. у гр. 3           | Нису се квалификовали | 10 / 33 (34)         |                       |              |        |
| Џехју Гордон                                                                                         | 400 м препоне | 47,96              | 49,52 КВ ЛРС   | 1. у гр. 5    | 48,10 КВ             | 8. у гр. 2           | 47,69 НР, СРС         |                      |                       |              |        |
| Ayodele Taffe, Кестон Бледман2, Rondell Sorrillo2, Ричард Томпсон2, Jamol James*, Емануел Календер** | 4 х 100 м     | 37,62 НР           | 38,38 кв НРС   | 3. у гр. 1    |                      |                      | 38,57                 | 7 / 22 (23)          |                       |              |        |
| Renny Quow, Лалонд Гордон2, Џехју Гордон2, Џарин Соломон2, Дион Лендор*, Machel Cedenio **           | 4 х 400 м     | 2:59,40 НР         | 3:00,48 КВ НРС | 2. у гр. 2    | 3:01,74              | 6 / 4                |                       |                      |                       |              |        |
| Кишорн Волко                                                                                         | Бацање копља  | 84,58 НР           | 78,78          | 10. у гр. А   | Није се квалификовао | 19 / 33 (34)         |                       |                      |                       |              |        |

- Атлетичари означени са једном звездицом учествовали су у квалификацијама штафета.
- Атлетичари означени са две звездице били су резерва за штафете.
- Атлетичари означени са бројем 2 учествовали су у појединачним дисциплинама.

### Жене
| Атлетичарка                                                                                   | Дисциплина    | Лични рекорд        | Квалификације | Квалификације | Полуфинале            | Полуфинале            | Финале                | Финале       | Детаљи |
| Атлетичарка                                                                                   | Дисциплина    | Лични рекорд        | Резултат      | Место         | Резултат              | Место                 | Резултат              | Место        | Детаљи |
| --------------------------------------------------------------------------------------------- | ------------- | ------------------- | ------------- | ------------- | --------------------- | --------------------- | --------------------- | ------------ | ------ |
| Мишел-Ли Ахје                                                                                 | 100 м         | 11,06               | 11,37 кв      | 5. у гр. 4    | 11,33                 | 5. у гр. 1            | Нису се квалификовале | 14 / 45 (46) |        |
| Кеј Селвон                                                                                    | 200 м         | 22,85               | 23,14 КВ      | 2. у гр 4     | 23,21                 | 7. у гр 2             | Нису се квалификовале | 18 / 46 (50) |        |
| Aleesha Barber                                                                                | 100 м препоне | 12,85 (+1,1 м/с) НР | 13,33 КВ      | 4. у гр 5     | 13,52                 | 8. у гр 3             | Нису се квалификовале | 23 / 36 (37) |        |
| Sparkle McKnight                                                                              | 400 м препоне | 55,71               | 58,85         | 7. у гр 3     | Није се квалификовала | Није се квалификовала | Није се квалификовала | 28 / 29 (32) |        |
| Kamaria Durant, Мишел-Ли Ахје2, Reyare Thomas, Кеј Селвон2, Семој Хакет*, Kelly-Ann Baptiste* | 4 х 100 м     | 42,31 НР            | 43,01 НРС     | 4. у гр. 3    |                       |                       | Нису се квалификовале | 9 / 17 (19)  |        |
| Shawna Fermin, Sparkle McKnight2, Доминик Вилијамс, Romona Modeste, Alena Brooks*             | 4 х 400 м     | 3:30,64 НР          | 3:33,50       | 5. у гр. 2    | 14 / 16 (17)          |                       | Нису се квалификовале |              |        |
| Клиопатра Борел-Браун                                                                         | Бацање кугле  | 19,42 НР            | 17,84         | 7. у гр А     | 14 / 29 (30)          |                       | Нису се квалификовале |              |        |

- Атлетичарке означене звездицом биле су резерве и нису учествовале у трци штафете, а означене бројем 2 су учествовале и у некој од појединачних дисциплина.